# Saša Ćirić
Saša Ćirić (mazedonisch Саша Ќириќ; * 11. Januar 1968 in Kumanovo, SFR Jugoslawien) ist ein ehemaliger mazedonischer Fußballspieler auf der Position eines Stürmers.

## Laufbahn
Die Laufbahn des in Kumanovo geborenen mazedonischen Nationalspielers begann bei Sloga Skopje. Seine nächste Station war FK Metalurg Skopje. Von dort wechselte er zu Pelister Bitola. Über ZSKA Sofia und Vardar Skopje kam Ćirić zum FC Aarau, von wo ihn der 1. FC Nürnberg 1997 für 1 Million Schweizer Franken holte.
1999 ging Saša Ćirić für 4 Millionen Mark zu Tennis Borussia Berlin. Der 1. FC Nürnberg musste ihn, der unbedingt bleiben und direkt wieder aufsteigen wollte, verkaufen, um sein finanzielles Überleben zu sichern. Nach dem Lizenzentzug von Tennis Borussia Berlin kehrte er 2000 in die Bundesliga zurück und wechselte ablösefrei zu Eintracht Frankfurt, wo er erneut mit Trainer Felix Magath zusammenarbeitete. 2002 wechselte der Mazedonier noch einmal zum Club und beendete seine Karriere schließlich 2006 bei den Offenbacher Kickers. Später war er noch unterklassig für Victoria Erlangen aktiv.

## Erfolge
- 1993, 1995 Mazedonischer Meister
- 2005 Aufstieg in die 2. Bundesliga
- 2005 Hessenpokalsieger

## Privat
Saša Ćirić war wegen seines unermüdlichen Einsatzes bei allen seinen Klubs ein Publikumsliebling. Er ist verheiratet mit Svetlana und hat zwei Kinder.